# Marcus Keene
Marcus Johnny Rashaan Keene (San Antonio, 6 maggio 1995) è un cestista statunitense.

## Palmarès
- Campionato estone: 1

Kalev/Cramo: 2020-21
- Coppa di Estonia: 1

Kalev/Cramo: 2020
- Supercoppa slovena: 1

Cedevita Olimpija: 2021
- Lega Lettone-Estone: 1

Kalev/Cramo: 2020-21